# Loudetia densispica
Loudetia densispica är en gräsart som först beskrevs av Alfred Barton Rendle, och fick sitt nu gällande namn av Charles Edward Hubbard. Loudetia densispica ingår i släktet Loudetia och familjen gräs. Inga underarter finns listade i Catalogue of Life.